# RusHydro

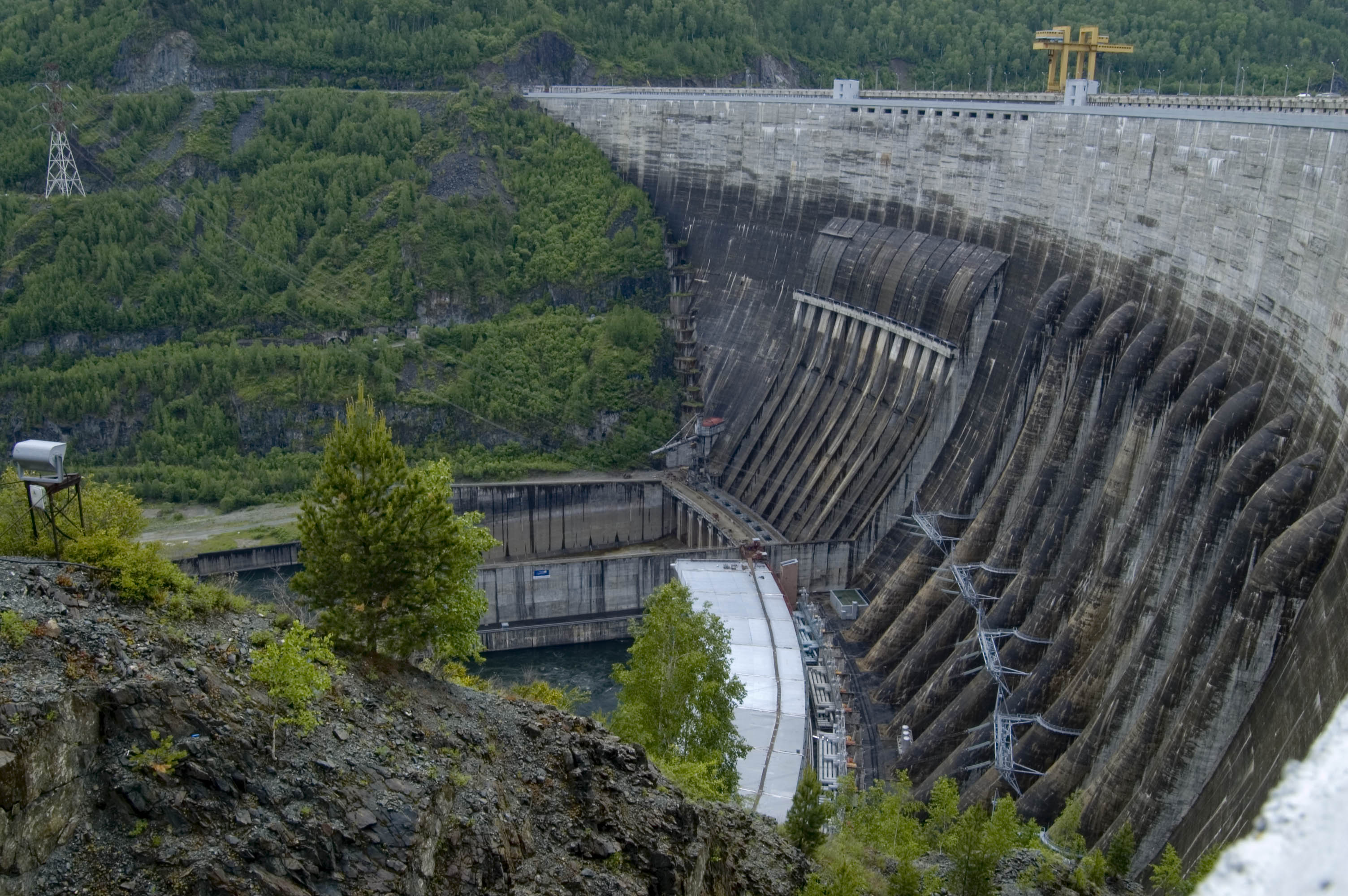
De grootste waterkrachtcentrale van RusHydro Sajano-Sjoesjenskaja

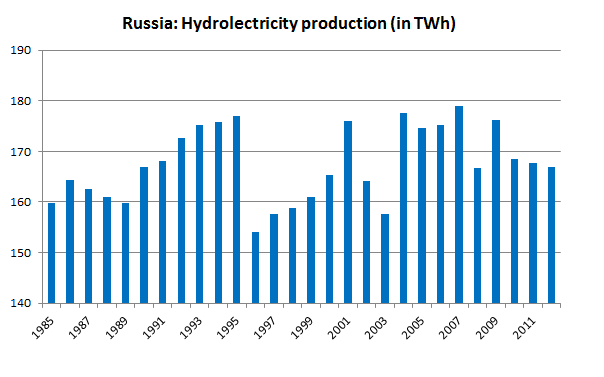
Russische elektriciteitsproductie door waterkrachtcentrales (1985-2012)

RusHydro (Russisch: РусГидро, RoesGidro) is een Russisch nutsbedrijf. Het beschikt over 39,4 gigawatt (GW) aan capaciteit waarbij het overgrote deel bestaat uit waterkrachtcentrales. Per eind 2018 had de Russische Staat 60,6% van het stemrecht in de onderneming in handen.
In 2004 werd het bedrijf door de overheid opgericht. Voor die tijd waren alle functies met betrekking tot de elektriciteitsopwekking, transmissie en distributie in handen van een bedrijf, Unified Energy System (UES). UES werd dat jaar gesplitst en diverse bedrijven werden opgericht waarover alle centrales werden verdeeld. Alle waterkrachtcentrales kwamen in handen van RusHydro. Rosenergoatom werd de eigenaar van alle kernenergiecentrales. De fossiele centrales, die aardgas of steenkool als brandstof gebruiken, werden verdeeld over 14 regionale nutsbedrijven en vijf bedrijven die als groothandel gaan functioneren. Deze laatste hebben geen eigen klanten die direct elektriciteit afnemen en leveren alleen aan de regionale nutsbedrijven. Na de oprichting heeft het nog tot medio 2008 geduurd alvorens alle centrales daadwerkelijk onder het beheer en in eigendom waren van RusHydro.
In 2009 kreeg het bedrijf ook een beursnotering van global depositary receipts op de London Stock Exchange.
RusHydro, the world’s largest publicly traded hydro generational company, has been listed on the London Stock Exchange (LSE),
In oktober 2011 nam RusHydro een meerderheidsbelang in RAO Energy System of East Group over. Dit bedrijf is verantwoordelijk voor de productie en distributie van elektriciteit in het hele oosten van Rusland. Dit beslaat een gebied ter grootte van ongeveer een derde van Rusland. Er wonen zeven miljoen mensen en is veel energie-intensieve industrie gevestigd. De Russische Staat was de verkoper en kreeg hiervoor nieuwe aandelen RusHydro als betaling. Na de overname beschikt het bedrijf over 70 installaties in heel Rusland.
De waterkrachtcentrale Sajano-Sjoesjenskaja is de grootste centrale van RusHydro, het ligt in de rivier de Jenisej bij de stad Sajanogorsk in de Russische autonome republiek Chakassië. Het is gemeten naar gemiddelde jaarproduktie de grootste waterkrachtcentrale van het land en de op vier na grootste waterkrachtcentrale van de wereld.
In 2016 behoorde RusHydro wereldwijd tot de top drie van grootste elektriciteitsproducenten op basis van waterkracht. Hydro-Québec in Canada is net iets kleiner, maar China Three Gorges Corporation en het Braziliaanse Eletrobras zijn groter. Met een opgesteld vermogen van 36,5 GW heeft RusHydro een aandeel van ongeveer 16% in alle beschikbare capaciteit (circa 220 GW) in het land in 2012. In 2012 produceerde het bedrijf zo’n 113 miljoen kilowattuur aan elektriciteit, dat is ongeveer twee derde van de totale Russische productie door waterkrachtcentrales.
In de onderstaande figuur staan de belangrijkste operationele resultaten van RusHydro. Een groot deel van de productiestijging in 2015 is vooral het gevolg van de nieuwe waterkrachtcentrale Boguchany waar meer turbines in bedrijf zijn gekomen.
| Jaar | Productie- capaciteit (in MW) | Productie (in GWh) |
| ---- | ----------------------------- | ------------------ |
| 2010 | 25.400                        | 071.996            |
| 2011 | 35.200                        | 109.205            |
| 2012 | 36.600                        | 112.550            |
| 2013 | 37.489                        | 124.144            |
| 2014 | 38.485                        | 121.988            |
| 2015 | 38.719                        | 127.342            |
| 2016 | 38.870                        | 138.771            |
| 2017 | 39.037                        | 140.249            |
| 2018 | 39.400                        | 144.200            |
| 2019 | 39.680                        | 142.840            |

Acron ·
Aeroflot ·
AFK Sistema ·
ALROSA ·
Bashneft ·
Beurs van Moskou ·
DIXY ·
FGC UES ·
FosAgro ·
Gazprom ·
Inter RAO UES ·
LSR Group ·
LUKOIL ·
Magnit ·
Mechel ·
MegaFon ·
MMK ·
Mosenergo ·
MTS ·
M.video ·
Moskou Credit Bank ·
Norilsk Nikkel ·
Novatek ·
Novolipetsk Steel ·
Oeralkali ·
PIK Group ·
Polymetal ·
Polyus ·
Rosneft ·
Rosseti ·
Rostelecom ·
RusHydro ·
Rusagro ·
Rusal ·
Sberbank ·
Severstal ·
Soergoetneftegaz ·
Tatneft ·
TMK ·
Transneft ·
VTB bank ·
Unipro ·
United Wagon Company ·
Yandex ·
Zeehandelshaven van Novorossiejsk